# Budai Egészségközpont
A Budai Egészségközpont magánegészségügyi szolgáltató intézmény Budapesten. 2000-ben alakult és három helyszínen, a XII. kerületi Nagy Jenő utcában és Királyhágó utcában, valamint a III. kerületben a Graphisoft Parkban üzemeltet privát járóbeteg szakrendelőket. Az intézményben több mint száz szakorvos magánrendelései érhetők el mintegy 45 szakterületen. több mint 230 hazai és multinacionális szerződött vállalati partnere van.
A Budai Egészségközpont szakkórháza az Országos Gerincgyógyászati Központ. A kórházban közfinanszírozott járóbeteg ellátás is zajlik, mozgásszervi (gerincgyógyászati-ortopédiai-traumatológiai) és aneszteziológiai területen, emellett OEP-támogatott, valamint privát – hazai és külföldi – gerincgyógyászati, gerincsebészeti fekvőbetegek ellátását végzik.
A Budai Egészségközpont Kft.-nek 2006-ban 1,7 milliárd forint árbevétele volt, ennek jelentős része külföldi betegek ellátásából származott; 2011-ben pedig a kft. 3 milliárdos árbevételt ért el. 2013 közepén a Budai Egészségközpontnak több mint 230 hazai és multinacionális szerződött vállalati partnere volt.

## A Budai Egészségközpont története
A Budai Egészségközpontot 2000-ben alapította Dr. Varga Péter Pál. Az egészségközpont első telephelye Nagy Jenő utcai 8. sz. alatti villaépület volt. A villa a Magyar Optikai Művek vezetőségi tagjának rezidenciájaként épült. Hosszú éveken keresztül óvodaként használták az épületet, majd a  kilencvenes években a Postabank egészségközpontjaként funkcionált. A Budai Egészségközpont kezdetben ortopédiai szakrendeléssel várta a magán pácienseket, majd évről évre egyre több szakterület bevonásával bővítette portfólióját. Ezzel párhuzamosan 2002-ben elindult a szűrővizsgálati és a foglalkozás-egészségügyi program is.
A központ 2005 óta üzemelteti az Országos Gerincgyógyászati Központot. Ennek épülete a rendszerváltás előtt a Központi Honvédkórház része volt. A privát járóbeteg szakrendelések 2008 novemberétől a Királyhágó utcában is elérhetők. 2011 márciusában nyílt meg a belgyógyászati rendelő a Graphisoft Parkban.

## A Budai Egészségközpont szolgáltatásai

### Szolgáltatások vállalatok részére
Szűrővizsgálatok, menedzserszűrések, foglalkozás-egészségügyi ellátás, kockázatértékelés, kémiai kockázatbecslés, pszichoszociális felmérés és vállalati egészségprogramok kidolgozása.

### Szolgáltatások magánszemélyek részére
Szakrendelések, szűrővizsgálatok, gyermek szakrendelések, selfness, sportrehabilitáció, pszichológia, gyógytorna, diagnosztika, védőoltások, átalánydíjas szolgáltatások és fekvőbeteg ellátás.

#### Szűrővizsgálatok
Menedzserszűrések, gerincállapot felmérő vizsgálat, góckutatás szűrővizsgálat, rákszűrés, laboratóriumi vizsgálatok.

#### Szakrendelések
Aneszteziológia, allergológia, baleseti sebészet, belgyógyászat, bőrgyógyászat, diabetológia, dietetika, endo-krinológia, endoszkópia, érsebészet, fizioterápia, fogászat, fül-orr-gégészet, gasztroenterológia, gyermekgyógyászat, hematológia, idegsebészet, infektológia, infúziós terápia, kardiológia, nephrológia, neurológia, neurofiziológia, nőgyógyászat, onkológia, ortopédia, osteoporosis szakrendelés, plasztikai sebészet, pszichológia, pszichiátria, proktológia, pulmonológia, reumatológia, sebészet, sportkardiológia, sportsebészet, szemészet, szívsebészet, urológia, reflexmasszázs, védőoltási tanácsadás, gyógytorna-fizioterápia, infúziós kezelés, ambuláns műtétek, ABPM, arteriográfia, holter-monitorozás, terheléses EKG, gasztroszkópia, kolonoszkópia, cisztoszkópia.

#### Képalkotó vizsgálatok
Direkt digitális (ddR) röntgen, 3D/4D ultrahang, CT , nyitott MRI, csontsűrűség és testösszetétel mérés csontdenzitometriás készülékkel (DEXA)

#### Pszichoterápia
Pszichoterapia, autogén tréning, életvezetési tanácsadás, krízisintervenció, szupportív terápiák.

#### Gyermekgyógyászati program
Gyermek szakorvosi rendelések: bőrgyógyászat, fogászat, fül-orr-gégészet, gasztroenterológia, gyermekgyógyászat, kardiológia, neurológia, nőgyógyászat, ortopédia, pszichológia, radiológia, reumatológia, sebészet, szemészet, urológia, életkorhoz kötött szűrővizsgálatok, gyermekkori védőoltások, elsősegély nyújtó tanfolyamok szülőknek, teljes körű mozgásszervi ellátás.

#### Gyógytorna
Perioperatív, gerinc műtétekhez kapcsolódó kezelések.  Konzervatív (nem műtéti) kezelés: porckorong degeneráció, instabilitás, deformitások, az öregedéssel együtt járó elváltozások és tartáshibák esetén. Prevenció (megelőzés): tartáskorrekció, megfelelő izomerő, állóképesség, mozgásképesség valamint izomkontroll kialakítása és az ergonómiai szempontok betartása a mindennapi tevékenységek során.

#### Privát kórházi szolgáltatások
Mozgásszervi ellátás (kiemelt terület a gerincsebészet), konzervatív terápia, rehabilitációs osztály, műtét előtti kivizsgálás és felkészítés, egynapos beavatkozások.

## Társadalmi felelősség vállalás
A Budai Egészségközpont ismeretterjesztő és ösztönző szerepet vállal az egészséges életmód ismertetésében a betegség megelőzéssel kapcsolatos tudás-áramlásban. Internetes blogjaikban, közösségi oldalaikon és saját honlap oldalukon is foglalkoznak a betegségek és a lehetséges terápiák leírásával segítenek az egészséges életmód kialakításában.  Kiemelt területként kezelik a testmozgás prevenciós hatását, szerepet vállalnak a mindennapos testnevelés propagálásában támogatnak.  Az egészségközpont részt vesz az Egészséges Hegyvidék programban, amelyben ingyenes egészséges szűréseket, előadásokat tartanak az érdeklődők számára.

## Minőségirányítási rendszer
Az egészségügyi szolgáltatás minőségét a  MSZ EN 9001: 2001 szabvány és a Magyar Egészségügyi Ellátási standardok (MEES 1.0) szerinti integrált minőségirányítási rendszer biztosítja.

## Vezetőség
- Csernavölgyi István, dr.[6] vezérigazgató
- Pintér Csilla, operatív igazgató
- Lajos Éva, dr. orvosigazgató
- Nagy Judit, dr. orvosigazgató
- Nagy-László Nóra, dr. vállalat egészségügyi divízió vezetője
- Végh Anett, gazdasági igazgató
- Hazslinszky Ákos, informatikai igazgató
- Kiss András, marketing- és értékesítési igazgató
- Reiter Ágnes ügyfélszolgálat vezető